# Санрон
Санрон-сю (яп. 三論宗) — одна из первых ранних буддийских школ Японии, принадлежащая направлению мадхъямаки, школу основал в 625 корейский монах Экван (яп. 恵灌) на базе китайской школы Саньлунь.
В основе школы лежат три трактата (Санрон яп. 三論), в которых излагалась философия мадхъямаки:
1. Мадхьямика-шастра (яп. 中論 тю-рон), Учение Срединного Пути, автор — Нагарджуна
2. Двадаша-мукха-шастра (яп. 十二門論 Дзюнимон-рон), Учение Двенадцати Врат, автор — Нагарджуна
3. Шата-шастра (яп. 百論 Хякурон), Сто Учений, автор — Арьядэва.

Центральной философской категорией Санрон была «пустота» (Шуньята яп. 空) как изначальная основа мира, а практическим идеалом для адепта объявлялся «срединный путь» (яп. 中道 тюдо), то есть неприятие крайностей.
Хотя эта школа формально не представлена сейчас никакими храмами, её учение вошло в учения других школ и глубоко почитается, в Средние века эти школа имела большое влияние.